# Лебретон-Флетс

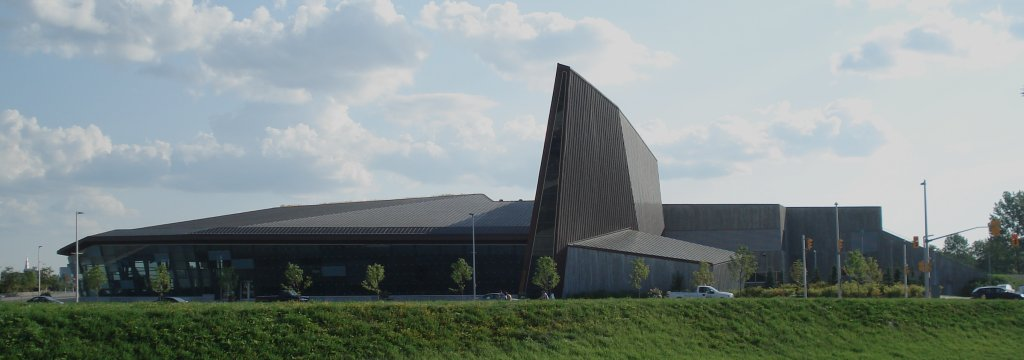
Канадский военный музей

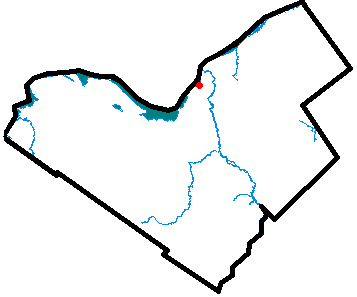
Лебретон-Флетс на карте Оттавы

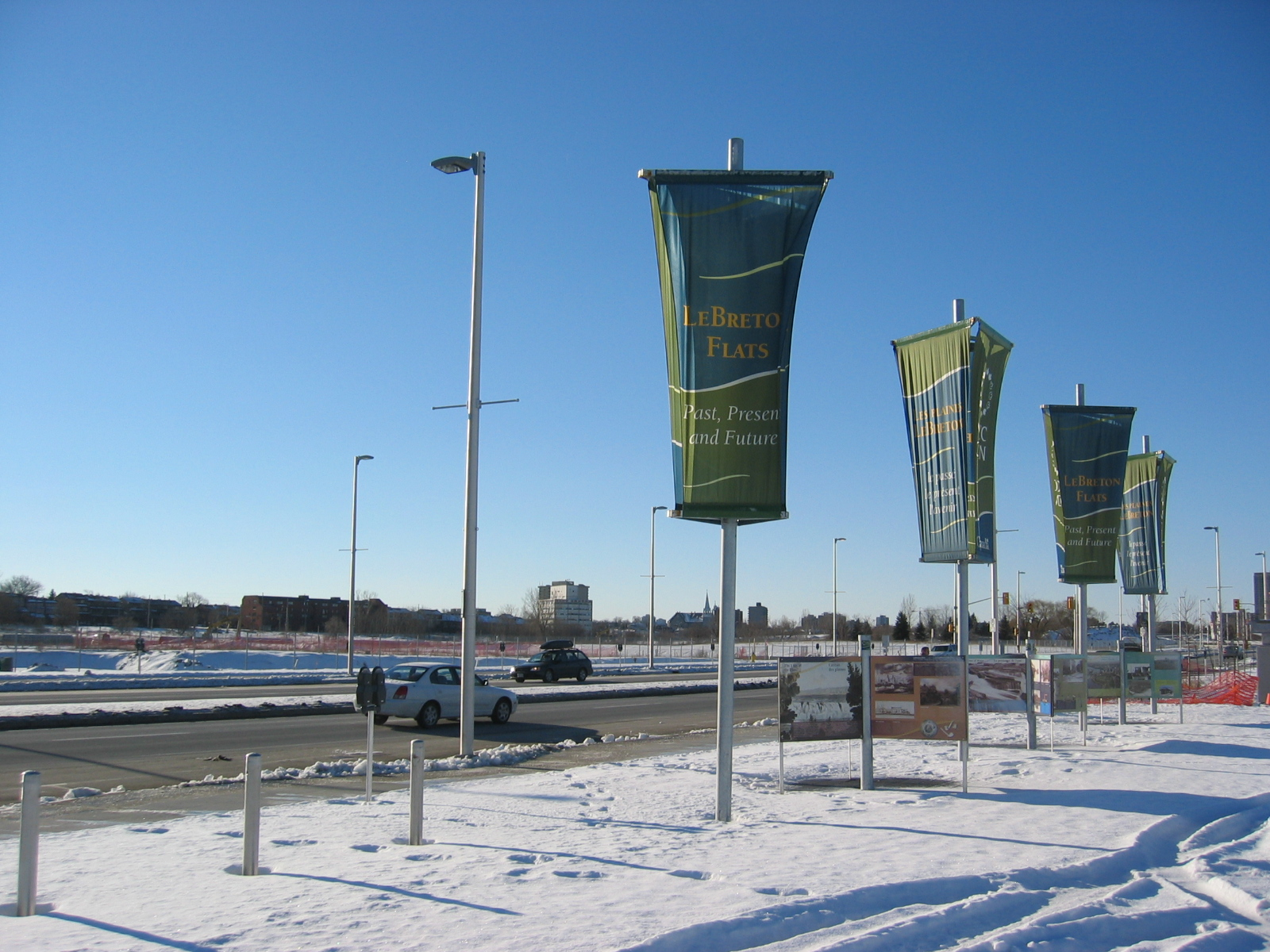
Лебретон-Флетс в декабре 2005, до начала обустройства района.

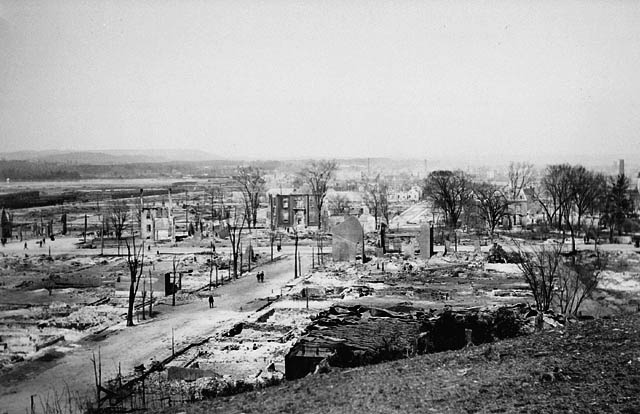
Лебретон-Флетс после пожара 1900 г.

Лебретон-Флетс, или Лебретонские равнины, англ. LeBreton Flats — район г. Оттава, Канада, к западу от Даунтауна, юго-западу от Сентртауна, к северу от Сентртаун-Уэста и к востоку от Меканиксвиля. Северной границей является река Оттава.

## История
Исторически земли принадлежали лейтенанту Лебретону, герою войны 1812 года, который скупил земли в надежде продать под предстоящую постройку Канала Ридо. Однако слишком высокая цена, запрошенная Лебретоном, не устроила лорда Дэлхаузи, который в результате принял решение купить земли, располагавшиеся к востоку (включая будущий Парламентский холм). Канал было проложен существенно восточнее, а его строительство обошлось существенно дороже из-за необходимости строительства шлюзов, которые были бы не нужны на более высокой местности, где располагались Лебретон-Флетс.
В середине 19 века на равнине появились поселения лесорубов, туда была проложена железнодорожная ветка. Однако жилища сильно пострадали в результате Халльского пожара 1900 года (пожар перекинулся из-за реки через бревна, сложенные на островах для дальнейшего сплава). После пожара лесорубы отстроили свои жилища, однако более богатые жители перенесли свои дома ближе к центру города, из-за чего Лебретон-Флетс надолго оставался бедным и непопулярным районом.
В 1960-е гг. планировалось экспроприировать местность в пользу города и использовать для массивной застройки, однако выяснилось, что почва сильно загрязнена промышленными отходами и её очистка обойдётся слишком дорого. До 21 в. попытки застройки не предпринимались. Немногочисленные дома, располагавшиеся вдоль реки, были снесены в связи с постройкой современного здания Канадского военного музея.
Согласно переписи 2006 г., на территории Лебретон-Флетс постоянно проживало 57 человек. Первый жилой кондодминимум после длительного запустения появился здесь в 2008 г..
С начала 2010 г. началась застройка восточной части Лебретон-Флетс многоэтажными зданиями.

## Достопримечательности
На территории Лебретон-Флетс ежегодно в июле проходит фестиваль блюза, а также, время от времени, другие массовые мероприятия.
У реки Оттава находится Канадский военный музей, а через дорогу от него — Национальный мемориал Холокоста.